# Harlem Hamfats
Die Harlem Hamfats waren eine US-amerikanische Blues- und Jazz-Band der 1930er Jahre.

## Bandgeschichte
Die Formation Harlem Hamfats wurde 1936 in Chicago gegründet, ursprünglich initiiert, um für Decca Records Blues-Künstler bei Plattenaufnahmen zu begleiten, wie Johnny Temple, Rosetta Howard (Candyman, 1938) und Frankie „Half Pint“ Jaxon (Chocolate To The Bone (I’m So Glad I’m Brownskin)) Als ihre erste eigene Schallplatte Oh Red 1936 ein Hit wurde, erhielten sie von Decca die Möglichkeit, fünfzig weitere Stücke einzuspielen,  meist tanzbare Musik.
Entgegen ihrer Bandbezeichnung stammten die Musiker der Formation nicht aus Harlem, sondern wurden von dem Plattenproduzenten und Unternehmer J. Mayo Williams aus Musikern aus Chicago und New Orleans für diese Aufnahmen neu zusammengestellt; dies waren die Brüder Kansas Joe und Papa Charlie McCoy, der Trompeter Herb Morand und weitere Musiker, wie der Bassist Ransom Knowling.  In der Musik der Band mischten sich Einflüsse aus Blues, Dixieland und Swing. Geleitet wurde die Band von Herb Morand und Joe McCoy, die auch die meisten Songs beisteuerten.
Neben Oh! Red (April 1936) und Let’s Get Drunk And Truck (ein Tampa-Red-Titel) vom August 1936 waren weitere bekannte Stücke When The Sun Goes Down In Harlem, That Lonesome Road Took My Baby (mit Charlie McCoy an der Mandoline), We Gonna Pitch A Boogie Woogie oder  Weed Smoker’s Dream und Why Don’t You Do Right? Einige ihrer Songtexte spielten auf Sex, Alkohol und andere Drogen an, was deren Verkaufsmöglichkeiten einschränkte. Sie gelten mit ihrem auf Riffs basierenden Stil als Vorbild für spätere Künstler wie Louis Jordan sowie die Entstehung des Rhythm and Blues und dann des Rock and Roll.

## Diskografische Hinweise
- Let’s Get Drunk and Truck (Fabulous)
- Hamfats Swing 1936–1938 (EPM Musique)
- Harlem Hamfats, Vol. 4 (Document)
- Harlem Hamfats, Vol. 3 (Document)
- Harlem Hamfats, Vol. 2 (Document)
- Harlem Hamfats, Vol. 1 (Document)